# Arroyo Cuña Pirú
El arroyo Cuña Pirú —significa "mujer flaca", en guaraní— es un curso de agua de la Provincia de Misiones, Argentina. Nace en la Sierra de Misiones y desemboca en el Río Paraná.